# ТЕЦ Пшиязнь
ТЕЦ Пшиязнь – теплоелектроцентраль на півдні Польщі, за два десятки кілометрів на північний схід від Катовиць.
Поблизу від міста Домброва-Гурнича працює коксохімічний завод Пшиязнь, котрий має власну теплоелектроцентраль. Вона створена як для забезпечення його потреб в енергії, так і задля утилізації коксового газу, котрий у значних обсягах утворюється в основному технологічному процесі. Перша черга станції стала до ладу в 1987-му з двома паровими турбінами виробництва Калузького турбінного заводу потужністю 6 МВт та 12 МВт.
В 2007-му запустили блок із котлом типу OG-95 виробництва німецької компанії Standardkessel Duisburg та паровою турбіною Siemens SST-300-VE56A потужністю 21 МВт. 
А в 2015-му став до ладу найбільший блок ТЕЦ з паровою турбіною потужністю 71 МВт, який повинен спалювати 0,35 млрд м3 низькокалорійного коксового газу на рік.
Окрім зазначеного обладнання, ТЕЦ має два водогрійні котли потужністю по 12 МВт та один додатковий паровий котел з показником 8 МВт.